# Quellwiesen Steckelbüchel
Das Naturschutzgebiet Quellwiesen Steckelbüchel liegt im Gemeindegebiet Simmerath an der Landstraße nach Imgenbroich, südwestlich des Schweizerhof.

## Schutzzweck
Geschützt werden sollen die Lebensräume für viele nach der Roten Liste der gefährdeten Pflanzen, Pilze und Tiere in NRW. Geschützte Biotoptypen sind Quellen, Sümpfe, Nass- und Feuchtgrünland.